# ライノ (プロレスラー)
ライノ（Rhyno、またはRhino、1975年10月7日 - ）は、アメリカ合衆国のプロレスラー。
本名、テレンス・グイドー・ゲリン（Terrance Guido Gerin）。ミシガン州デトロイト出身。

## 来歴

### キャリア初期
1994年、テリー・リチャーズ（Terry Richards）のリングネームでデビューし、地元であるミシガン州のMWCW（Mid-West Championship Wrestling）、オハイオ州のCAPW（Cleveland All-Pro Wrestling）やカナダのBCW（Border City Wrestling）、IWA（International Wrestling Alliance）など各地のインディー団体を転戦。カナダのインディー団体ではクリスチャン・ケイジやセクストン・ハードキャッスルといったレスラー達とユニットを結成して活動。1995年にはWCWやWWFの二大メジャー団体にスポット参戦している。
1997年、オットー・ワンツが主宰していたドイツ・オーストリアの団体であるCWAに、ライノ・リチャーズ（Rhino Richards）のリングネームで参戦。ジャン＝ピエール・ラフィットやジョー・レジェンドと組んでCWA世界タッグ王座を獲得し、トニー・セント・クレアーや西村修とも対戦した。

### ECW
1999年1月、ECWと契約を交わし入団してリングネームをライノ（Rhino）へと変更。2月19日にデビューし、ノヴァと組んでFBI（リトル・グイドー & トレイシー・スマザーズ）と対戦して勝利する。6月17日にはECW世界ヘビー級王座を保持するタズに挑戦。8月、サイラス・ザ・ヴァイラス率いるザ・ネットワーク（The Network）の一員となり、ヒールへと転向。スティーブ・コリノ、ジャック・ビクトリーとタッグを組んでECW世界タッグ王座を保持するトミー・ドリーマー&レイヴェンに幾度となく挑戦し、9月19日のAnarchy Rulz 1999にて決着戦を行うもベルトを奪取するに至らなかった。ドリーマー&レイヴェンとの抗争後、クリス・キャンディードとタッグを組みECW世界タッグ王座戦線へ乗り込み、シングルではECW世界ヘビー級王座を保持するマイク・オーサム、ECW世界TV王座を保持するロブ・ヴァン・ダムに挑戦するなどトップレスラーの一員として成長。
2000年2月、ロブ・ヴァン・ダムの故障により空位となったECW世界TV王座を賭けて2月19日のECW on TNNにてサンドマンと対戦するが反則攻撃の応酬に事態が収拾できずにノーコンテストとなる。3月にはECW世界TV王座争奪トーナメントに出場。決勝まで進出してスペル・クレイジーと対戦するも敗戦し、優勝する事ができなかった。4月22日にはECW世界TV王座を保持するTAJIRIと対戦して勝利しベルトを奪取した。8月26日にはキッド・キャッシュと対戦してベルトを奪取されるが9月9日に再戦して王座に返り咲いた。
2001年1月7日、Guilty as Charged 2001にてECW世界ヘビー級王座を保持するサンドマンに挑戦して勝利し、ベルトを奪取。ECW存続時におけるECW世界ヘビー級王座、ECW世界TV王座の両王座を保持した最後のチャンピオンとなった。

### WWF / WWE
2001年1月、ECW崩壊後はWWFへと移籍。リングネームのスペルを変更したライノ（Rhyno）名義にする。カナダのインディー団体で共闘したエッジ&クリスチャンと共に活動を開始。4月1日、WWF年間最大のイベントであるWrestleMania X-Sevenにおいて、ハーディー・ボーイズとダッドリー・ボーイズを相手にWWF世界タッグ王座を賭けたTLCマッチを行い、エッジ&クリスチャンの勝利を援護した。
ECWで培ったハードコアスタイルを活かして4月17日のSmackDown!にてWWFハードコア王座を保持するケインに勝利してベルトを奪取。以降、ハードコア戦線では欠かせない人材としてポジションを確立していたが、7月より開始されたWCW&ECW連合軍であるアライアンスとWWFによる抗争にてアライアンスの一員としてトップになる。同月22日のPPV、Invasionでのイノーギュラル・ブロウルマッチ、9月23日のUnforgiven 2001ではWCW US王座を保持するタジリからベルトを奪取する活躍を見せた。10月22日、RAWにてカート・アングルとWCW US王座戦を行いベルトを奪取されるが、首の椎間板ヘルニアを患っていた為に治療する事になり長期欠場となった。
2003年2月25日、SmackDown!にて復帰を果たす。クリス・ベノワとタッグを組み、3月30日のWrestleMania XIXにてチーム・アングル（シェルトン・ベンジャミン&チャーリー・ハース）、ロス・ゲレロス（エディ・ゲレロ&チャボ・ゲレロ）とWWEタッグ王座争奪トリプルスレットマッチを行うが王座を奪取するに至らなかった。ベノワとのタッグ解消後はベノワ、エディ・ゲレロ、タジリと四つ巴による抗争を展開。
2004年6月、タジリとのタッグでWWE世界タッグ王座を保持するラ・レジスタンス（シルヴァン・グラニエ&ロブ・コンウェイ）と長期抗争を展開するもベルトを奪取する事が出来ず、2005年4月3日、WrestleMania 21で行われたダークマッチでの30人インタープロモーショナル・バトルロイヤルに出場したのを最後にWWEから退団した。しかしWWE解雇後、同年6月12日に行われたECW One Night Stand 2005に出場。サブゥーと対戦した。

### TNA

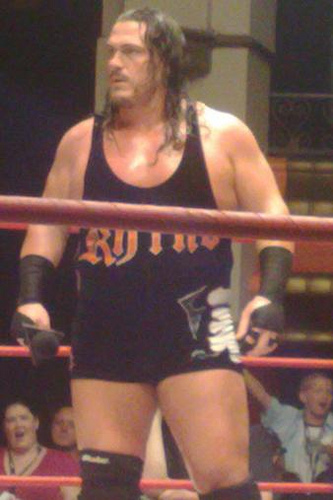
TNA時代

WWE解雇後、ペンシルバニア州のAPWF（Allied Powers Wrestling Federation）、ニュージャージー州のJAPW（Jersey All Pro Wrestling）に転戦。7月よりジェフ・ジャレットが主宰するTNAと契約を交わし入団。同月19日のiMPACT!にてデビューし、クリス・セイビンと対戦して勝利を飾った。9月11日、PPVであるUnbreakable 2005にてNWA世界ヘビー級王座を保持するレイヴェンに対しレイヴェンルールなるリング全体に凶器で集められたデスマッチで対戦する事になるが敗戦。同月26日にはWWEがECW One Night Stand 2005を開催する前にアンチテーゼを唱えたシェーン・ダグラスが先手を打って開催したECWリユニオンイベントであるHardcore Homecomingに参戦し、レイヴェンと対戦した。10月23日、TNA年間最大のイベントであるBound for Glory 2005にて4wayモンスターボール・マッチ、NWA世界ヘビー級王座挑戦権争奪10人制ガントレットマッチで勝利して挑戦権を獲得。メインイベントにて王座を保持するジェフ・ジャレットと対戦して勝利し、ベルトを奪取した。
2006年にはアビスやAJスタイルズ、クリスチャン・ケイジといったレスラー達と抗争を展開してストーリーラインで活躍。11月にはWWEから移籍してきたカート・アングルと共闘。2007年11月11日、初来日を果たして新日本プロレスに参戦。Destruction 2007にて矢野通と対戦して勝利した。
2008年3月には再び新日本プロレスに参戦。New Japan Cup 2008に出場するが2回戦で矢野と対戦して敗戦し、リベンジを許した。4月よりクリスチャン・ケイジ率いるチーム・ケイジの一員として活動。5月11日、Sacrifice 2008でのデュース・ワイルドトーナメント、6月8日、Slammiversary 2008でのキング・オブ・マウンテンマッチ、7月13日のVictory Road 2008でのフルメタル・メイヘムマッチなど様々な試合でクリスチャンをサポートしていたもののクリスチャンのWWE復帰の話がリークされた為にメインイベント・マフィアに襲撃されてアングル上フェードアウトさせるという措置を取った。チーム・ケイジ解散後はキュート・キップ&ビューティフル・ピープル（アンジェリーナ・ラブ&ベルベット・スカイ）との抗争にてODB、ラカ・カーンといった女子レスラーと組んでミックスマッチを行った。
2009年になるとiMPACT!での出場機会は減少してハウスショーでの出番が中心となるが2010年7月よりTNA版ECWオリジナルズであるEV 2.0（Extreme, Version 2.0）を結成。8月8日、ECWリユニオンPPVであるHardcore Justiceにてアル・スノー、ブラザー・ラントと3wayイリミネーションマッチを行い勝利した。EV 2.0とリック・フレアー率いるフォーチュンとの抗争においてトップの一人として活躍するがメンバー達が徐々に解雇され始めるとユニット内での抗争へと発展。11月15日、トミー・ドリーマーとのストリートファイトで敗戦。そして12月5日のFinal Resolution 2010にてロブ・ヴァン・ダムとファーストブラッドマッチを行い敗戦した事によりTNAから解雇となった。

### インディー団体
TNA解雇後、2011年2月よりカナダのMPW（Maximum Pro Wrestling）やGCW（Great Canadian Wrestling）を転戦。3月にはWWF、WCWなどに参戦した経験のあるハードコア・ヒップホップデュオのICPが主宰するJCW（Juggalo Championship Wrestling）に参戦。5月には新日本プロレスがアメリカ東部で行ったInvasion Tour 2011に出場。15日にはアサイラム・アリーナにて真壁刀義とストリートファイトを行うが敗戦した。6月11日、ROHのROH Best In The World 2011に参戦。ホミサイドとノー・ホールズ・バード・ストリートファイトで対戦するが敗戦。この試合をきっかけに8月よりROH所属となる。
2012年2月17日、ミュージシャンのビリー・コーガンが主宰するRPW（Resistance Pro Wrestling）に参戦。RPWヘビー級王座を保持する元WWE所属のハリー・スミスに挑戦するが敗戦。この試合の一件により抗争へと展開し、3月23日にはRPWヘビー級王座と自分がかつて保持していたECW世界ヘビー級王座を賭けてダブルタイトルマッチを行うがノーコンテストになる。そして5月11日に決着戦としてケージマッチ、そしてスペシャルレフェリーにレイヴェンを呼んで試合に挑むが敗戦した。ROHでは若手レスラー達の門番となりつつもトマソ・チャンパとのザ・エンバシー（The Embassy）、トゥルース・マルティーニ率いるヒールユニットであるハウス・オブ・トゥルース（The House of Truth）にメンバー入りし、マイケル・エルガンとのタッグを結成。シングルでも9月15日にはROH世界ヘビー級王座を保持するケビン・スティーンに挑戦している。10月6日、トミー・ドリーマーが旗揚げした団体であるHOH（House of Hardcore）に参戦し、サミ・キャラハンを相手に勝利。同月20日、RPWとウィスコンシン州のGLCW（Great Lakes Championship Wrestling）の合同イベント、Point of EntryにてNWA世界ヘビー級王座を保持するアダム・ピアースに挑戦するが王座を奪取するに至らなかった。2013年1月5日、ROHにて一大ヒールユニットであるSCUM（Suffering, Chaos, Ugliness, and Mayhem）にメンバー入り。リング内外を暴れ回った。
2014年7月3日、TNAにてイーサン・カーター3世vsブリー・レイのテーブルマッチによる対戦中に突如乱入し、ブリーにゴアを決めてカーターの勝利に貢献。以降、TNAに復帰となりチーム・ディクシー（Team Dixie）の一員になる。しかし、8月7日の8人制ハードコア・ウォーマッチにて敗戦した事によりチーム・ディクシーから追放された。逆襲する為に同月27日にカーターと試合するもののスパッドの介入とカーターの椅子による反則攻撃により反則勝ちとなる。9月10日にはカーターとアングルの口論中にアングルに呼ばれカーターとストリートファイトを行うも敗戦した。

### WWE

#### NXT
2015年2月13日、WWE傘下のNXTに参戦。イライアス・サムソンと対戦して勝利した。試合後にはバックステージにてインタビューを受けていたフィン・ベイラーの元へと出向き対面。言葉を交わさずに立ち去った。同月よりロースターとして活動。イライアス・サムソンやヘスース・デ・レオンなどのレスラーを相手に連勝して5月20日、Takeover Unstoppableにてバロン・カービンと対戦するが最後にスピアーを仕掛けたところにカウンターのラリアットを喰らい、フィニッシャーのエンド・オブ・デイズを決められ敗戦した。
9月2日より開始されたダスティ・ローデス・タッグクラシックにコービンと組んで出場。1回戦でジ・アセンション（コナー & ビクター）、同月16日の2回戦でジョニー・ガルガノ & トマソ・チャンパを破る。10月7日、Takeover Respectにて準決勝でチャド・ゲーブル & ジェイソン・ジョーダンと対戦してパワー戦法で攻めるが両者のレスリングテクニックに苦戦。終盤にはリング外へと追い出されるとコービンがピンチになるがなんとか戻るとスパインバスターでジョーダンをリングアウトさせ、最後はコービンがゲーブルにエンド・オブ・デイズを決めて勝利した。そして同日の決勝でフィン・ベイラー & サモア・ジョーとの対戦で最後にジョーへゴアを仕掛けたところをキックで止められるとコーナーポストへ上げられ、マッスル・バスターからベイラーのクー・デ・グラを決められ敗戦した。

#### WWE
2015年12月7日、RAWにてブレイ・ワイアットがリング上にてワイアット・ファミリーがWWEを混沌へともたらすとマイクアピールしたところへバックステージから登場したトミー・ドリーマーと共に現れたダッドリー・ボーイズのババ・レイ・ダッドリーよりエクストリームは終わらないと宣言したところへサプライズ登場。イリミネーションタッグマッチに出場するが勝利するに至らなかった。
2016年7月26日、SmackDownにてWWEへの契約が発表される。8月30日、SmackDown Liveにて新設された初代WWEスマックダウンタッグ王座決定トーナメントにヒース・スレイターと組んでエントリー。9月11日、Backlash 2016にて決勝でウーソズ（ジミー・ウーソ & ジェイ・ウーソ）と対戦。ヒールに転向したウーソズのダーティーファイトに苦戦し、終盤には総力戦となるが最後にレフェリーの隙を突いてゴアを決めるとスレイターが丸め込み、3カウントを奪って勝利。初代王者に輝いた。
2019年7月17日ライノはこの日契約満了を迎えたが、試合が組まれない事への不満から更新はせずそのまま退団となった。
2019年は2月24日のライブショー以降試合が組まれる事が無く、また公式HPでも“Alumni section”へとプロフィールや写真が移されていた。
まだWWEとの契約が残っていた2019年7月7日に“Impact Wrestling”にマスクを被って登場しているが、この件は今のところWWEでは問題になっていない。

## その他
- リングネームはサイ（Rhinoceros）から由来している。
- 2016年、ミシガン州第15選挙区から共和党候補としてミシガン州議会議員選挙に出馬したが、民主党候補のアブドラ・ハムードに敗れた。

## 得意技

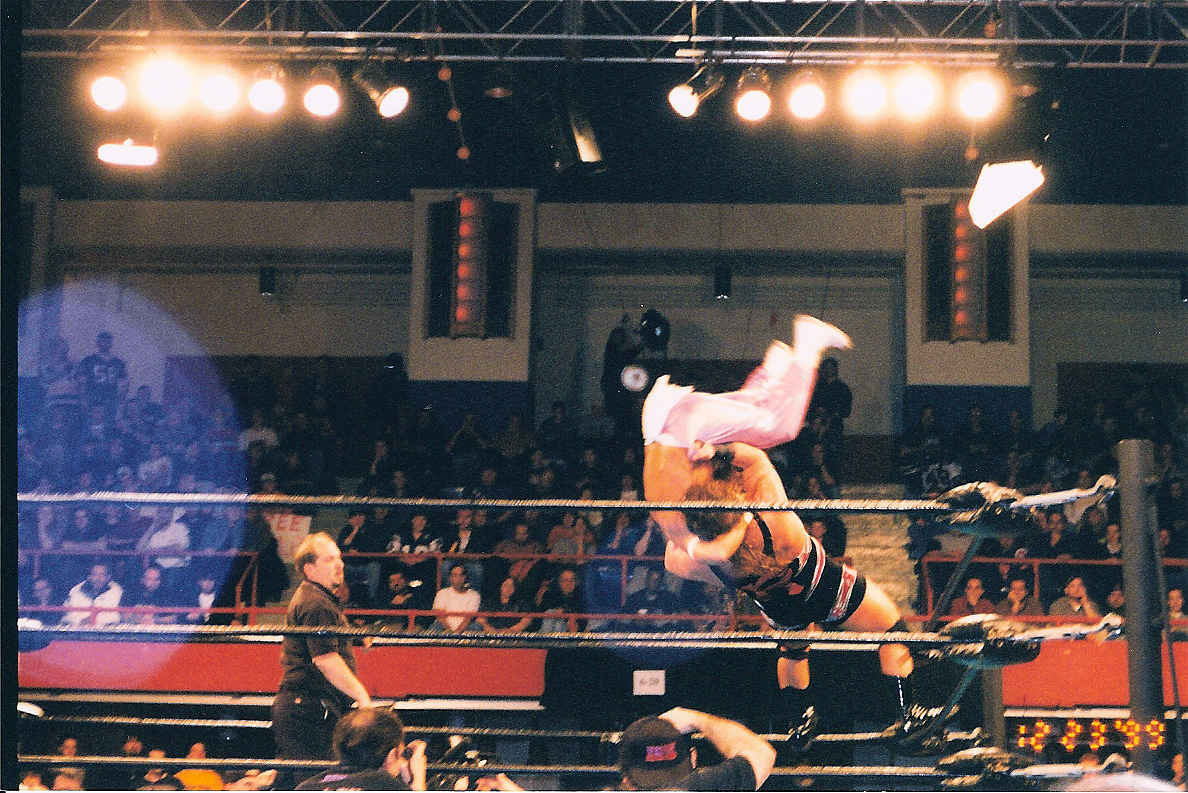
スーパープレックス

### フィニッシュ・ホールド

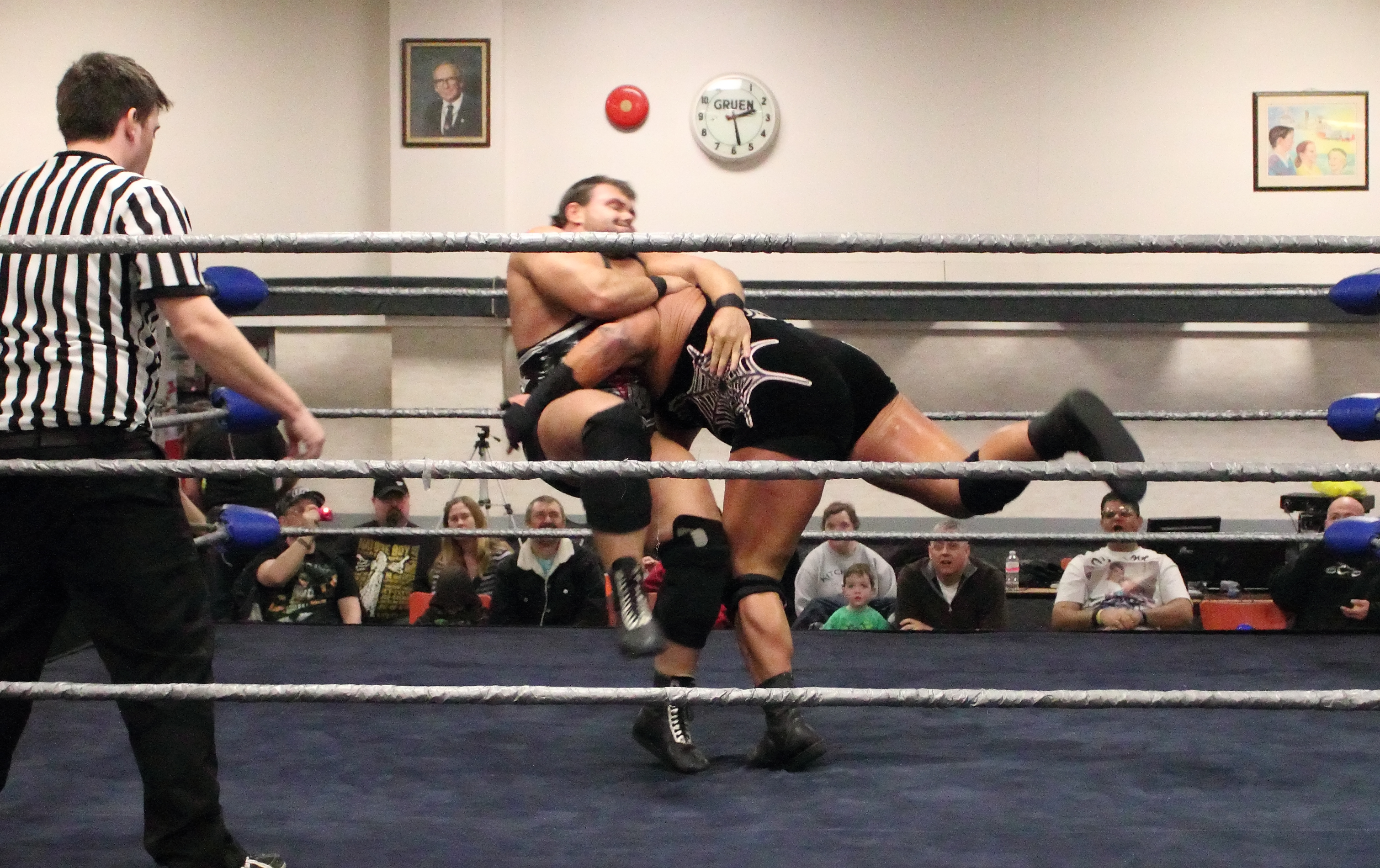
ゴア
スピアー。代表的なフィニッシャーと知られる。
ライノ・ドライバー
スパイク・パイルドライバー。通常式、雪崩式の2種類を使用する。

### 打撃技
エルボー
エルボー・スタンプ
バックエルボー
バックハンド・チョップ
ナックル・パンチ
クローズライン

### 投げ技
スープレックス
スーパープレックス
パワーボム
DDT
デスバレー・ドライバー
スピニング・スパインバスター
主にカウンターで使用。
TKO
ランニング・パワースラム
リリース・パワーボム

## 入場曲
- Monster
- Stampede
- Konkussion
- Body Count's In The House
- Debonaire
- Tusk
- More Than One Man

## 獲得タイトル
WWE
- スマックダウン・タッグ王座 : 1回

w / ヒース・スレイター
- WWFハードコア王座 : 3回
- WCW US王座 : 1回

インパクト・レスリング
- インパクト・タッグ王座 : 1回（w /ジョー・ドーリング)

TNA
- NWA世界ヘビー級王座 : 1回

ECW
- ECW世界ヘビー級王座 : 1回
- ECW世界TV王座 : 2回

DDT
- アイアンマンヘビーメタル級王座：1回

NWA
- NWAミッドサウス統一ヘビー級王座 : 1回

BCW
- BCWカンアムTV王座 : 1回

CWE
- CWEタッグ王座 : 1回

w / AJサンチェズ
CWA
CWAタッグ王座 : 2回
w / ジョー・レジェンド
w / ジャンピエール・ラフィット
EWP
- EWP世界ヘビー級王座 : 1回

FGA
- FGAヘビー級王座 : 1回

IWC
- IWC世界ヘビー級王座 : 1回

JAPW
- JAPWヘビー級王座 : 1回

LCW
- LCWヘビー級王座 : 1回

MPW
- MPWヘビー級王座 : 1回

PTW
- PTWヘビー級王座 : 1回

PWA
- キャロットカップ優勝

w / トミー・ドリーマー
RP
- RP王座 : 1回

UCW
- UCWヘビー級王座 : 1回

UWE
- UWEヘビー級王座 : 1回

UXW
- UXWヘビー級王座 : 1回

WSW
- WSWヘビー級王座 : 1回

XICW
- XICWミッドサウスヘビー級王座 : 3回

XWA
- XWAヘビー級王座 : 1回